# Give Me Just a Little More Time
Singles de Kylie Minogue
Keep on Pumpin' It
(1991) Finer Feelings
(1992)
Clip vidéo
[vidéo] « Give Me Just a Little More Time », sur YouTube
Give Me Just a Little More Time est une chanson ecrite par Brian Holland, Lamont Dozier et Eddie Holland avec Ron Dunbar et originellement enregistrée et en 1970 sortie en single par le groupe américain Chairmen of the Board.
La version originale des Chairmen of the Board a atteint la 3e place aux États-Unis (dans le Hot 100 de Billboard pour la semaine du 21 mars 1970).

## Version de Kylie Minogue
En 1991 la chanson a été reprise par l'actrice et chanteuse australienne Kylie Minogue sur son quatrième album studio intitulé Let's Get to It (sorti au Royaume-Uni le 14 octobre 1991).
Le 13 janvier 1991, environ trois mois après la sortie de l'album, la chanson a été publiée en single. C'était le troisième single tiré de cet album (après Word Is Out et If You Were with Me Now).
Le single a atteint la 2e place du hit-parade britannique.